# Ederlezi
Ederlezi è una canzone popolare tradizionale in lingua romaní delle popolazioni di etnia Rom dei Balcani, principalmente in Serbia.
Il titolo si riferisce alla festività serba di Đurđevdan (Ђурђевдан), chiamata in lingua rom appunto Ederlezi, che cade il 6 maggio e celebra la primavera. Si tratta di una festa molto sentita dai Rom nei Balcani e in ogni parte del mondo, a prescindere dalle connotazioni religiose dei vari gruppi.
Si tratta probabilmente del brano folkloristico romaní più noto al mondo, soprattutto grazie alla versione realizzatane dal musicista Goran Bregović, inclusa nella colonna sonora del film Il tempo dei gitani di Emir Kusturica. Questo brano è presente anche all'interno del film Borat - Studio culturale sull'America a beneficio della gloriosa nazione del Kazakistan, pur non avendo alcun'attinenza con la cultura e la musica kazaka.
Altre versioni del brano sono state realizzate dal gruppo italiano dei CSI, inclusa nell'album Noi non ci saremo Vol. 1 e interpretata da Ginevra Di Marco, e dalla rock band iugoslava Bijelo Dugme (in cui militava lo stesso Bregović), contenuta sotto il titolo Đurđevdan je a ja nisam s onom koju volim nel loro album Ćiribiribela del 1988 oltre che dal sassofonista italiano Daniele Sepe nell’album ‘’ Lavorare Stanca’’.
La cantante Patrizia Laquidara ne ha fatto un video nel 2012, disponibile sul web. Anche il trio polacco Kroke ne ha realizzato una propria versione.
Parti della canzone sono inserite nella versione del brano Come l'acqua contenuta nell'album Visto così del cantautore Mango in un'interpretazione a cappella dal quartetto femminile pugliese Faraualla.
Il termine Ederlezi - che designa in lingua romaní la festa di San Giorgio - deriva probabilmente dalla parola turca Hidirellez, che a sua volta indica un'antica festività turca che si svolge circa un mese dopo l'equinozio di primavera. Il termine Hidirellez indica la rinascita della natura e il ritorno della primavera.

## Testo
Testo originale romaní
Sa me amala horo kelena

Horo kelena, dive kerena

Sa o Roma daje

Sa o Roma babo babo

Sa o Roma o daje

Sa o Roma babo babo

Herdeljezi Herdeljezi

Sa o Roma daje
Sa o Roma babo, e bakren chinen

A me čorolo, dural besava

Amaro dive, amaro dive

Amaro dive, Herdeljezi
Ediwado babo, amenge bakro

Sa o Roma babo, e bakren chinen

Sa o Roma babo babo

Sa o Roma o daje

Sa o Roma babo babo

Herdeljezi, Herdeljezi

Sa o Roma daje.